# 楊藻鳳
楊藻鳳，字親玉，山西省汾州府寧鄉縣（今山西省中陽縣）人，清朝政治人物，同进士出身。
顺治四年，登进士，授河南彰德府湯陰縣知縣，后任陝西慶陽府知府。顺治十六年，任按察司副使、湖北學政。